# NGC 73
NGC 73 è una vasta galassia a spirale intermedia situata nella costellazione della Balena.
La galassia è stata scoperta il 21 ottobre 1886 dall'astronomo Lewis A. Swift.
Viene stimata a una distanza dal nostro sistema solare di circa 350 milioni di anni luce e con una magnitudine di 13,5. La sua classe di luminosità è II-III e presenta una larga riga a 21 cm dell'idrogeno neutro. La sua luminosità superficiale pari a 14.47, la fa classificare come una galassia a bassa luminosità superficiale ( in lingua inglese abbreviata in LSB, acronimo di Low Surface Brightness). Le galassie LSB sono galassie diffuse (D) caratterizzate da una luminosità superficiale inferiore a quella del cielo notturno.